# Dauvit Broun
Dauvit Broun (anglais : David Brown) (né en 1961) est un historien et universitaire écossais. Il est professeur d'histoire écossaise à l'Université de Glasgow.

## Carrière
Spécialiste des études écossaises et celtiques médiévales, il se concentre principalement sur l'Écosse du début du Moyen Âge et a abondamment écrit sur le sujet des premières listes royales écossaises, ainsi que sur l'Alphabétisation, la rédaction de chartes, l'identité nationale et sur le texte connu sous le nom de de Situ Albanie. Il est rédacteur en chef de la série New Edinburgh History of Scotland, rédacteur en chef de la Scottish Historical Review avant 1603, responsable de la Scottish History Society et chercheur principal du projet financé par le Conseil de recherche sur les arts et les sciences humaines "Le paradoxe de l'Écosse médiévale"., 1093–1286'.
Dauvit est élu membre de la Royal Society of Edinburgh en 2013. En juillet 2017, Broun est élu membre de la British Academy (FBA), l'académie nationale des sciences humaines et sociales du Royaume-Uni. En 2013, il prononce la conférence commémorative Sir John Rhys de la British Academy.